# Nausicaa Giulia Bianchi
Nausicaa Giulia Bianchi, pseudonimo di Giulia Bianchi (Genova, 10 maggio 1978), è una fotografa italiana.

## Biografia

### Carriera
Dopo aver completato nel 2010 il corso annuale di fotogiornalismo presso l'International Center of Photography di New York ha lavorato come assistente per Mary Ellen Mark e Suzanne Opton.
Il suo lavoro più celebre è WOMENPRIESTPROJECT, un progetto di ricerca sul sacerdozio femminile nella Chiesa cattolica.

## Libri
- (IT, EN) Giovanna Calvenzi (a cura di), Cent'anni dopo : ricordi di guerra, sguardi di pace = memories of war, images of peace : 1918-2018, illustrazioni di Nausicaa Giulia Bianchi, Montura Editing, 2018, OCLC 1090198577.
- AA. VV., Milano, in The passenger. Per esploratori del mondo, n. 22, Milano, Iperborea, 2022, ISBN 9788870919271 (archiviato il 20 aprile 2023).